# Púca

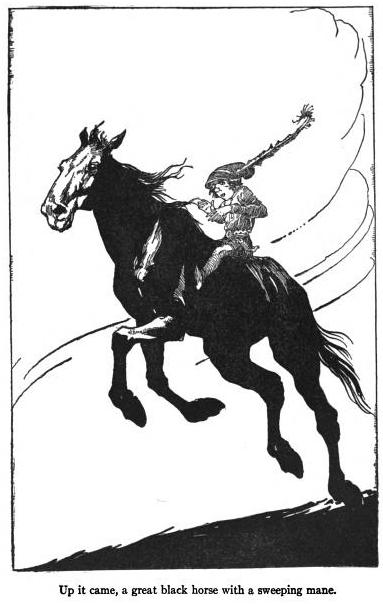
O Púca em um cavalo

Púca, também chamado pelos nomes Phooka, Phuca, Pwca, Puka, Pouque, Glashtyn e Gruagach, é uma criatura travessa da mitologia e do folclore irlandês e galês, é uma das várias espécies relacionadas aos elfos e fadas que se divertem em atrapalhar e até causar a morte de viajantes.

## Aparência
Sua aparência nunca foi descrita, pois ele a muda constantemente. Na maioria das descrições, aparece como um pequeno cavalo negro possuidor de uma luz nas narinas e na boca, outras vezes, porém, é descrito como sendo um coelho, um macaco, um duende marrom e em outras descrições, um misto de corvo e com o corpo feito de fumaça.

## Atos
Sua ação ocorre da seguinte forma: ao avistar um andarilho, o pwca acende uma suposta lanterna que carrega, ou toca uma bela melodia com um violino. Quando encontra uma vítima, o pwca lhe dá conselhos enganadores ou o atrai para um penhasco ou um pântano. O Pwca é um parente do Hinkypunk inglês (cada povo tinha uma versão diferente a respeito desses espíritos).

## Curiosidades
- Na peça de Shakespeare Sonhos de uma Noite de Verão, Puck, o menino de recados e criado leal do rei dos elfos e das fadas, tem o poder de desaparecer e de mudar de forma, e de uma forma curiosa, seu nome lembra muito o espírito galês.

- Em As Crônicas de Spiderwick, há a menção de uma criatura metade macaco e metade coelho que aparenta muito ser um Pwca.

- Em Changeling: O Sonhar, existe uma raça (kith) de fada chamada Pooka, em que sua forma feérica consiste em um humano com traços de animais.

- Em Bird Box: Uma das explicações para as mortes é atribuída a um espírito semelhante ao Pwca celta.

- Na série de TV Bitannia, Pwca é um dos principais espíritos malignos citados ao longo do enredo, além de ter sido responsável pela morte do irmão do arquidruida Veran.

## Ligações Externas
- fogo fátuo

- Hinkypunk